# Scindapsus marantifolius
Scindapsus marantifolius — вид квіткових рослин із родини кліщинцевих (Araceae), роду Scindapsus. Це ліана, рідним ареалом якої є Ява.